# Etheldreda Nakimuli-Mpungu
Etheldreda Nakimuli-Mpungu, née en 1974, est une médecin, professeure titulaire, chercheuse, épidémiologiste et psychiatre au Département de psychiatrie de la Faculté de médecine de l'université Makerere, à Kampala, en Ouganda. Ses recherches sont focalisées  notamment sur la psychothérapie de soutien de groupe comme traitement de première intention de la dépression chez les personnes atteintes du VIH. 

## Biographie
Elle est diplômée en médecine de la faculté des sciences de la santé de l'Université Makerere en 1998. Lorsqu’elle annonce ce résultat à sa mère, celle-ci lui répond : « OK, bien. Mais tu sais que ce n'est pas bon d'être simplement un médecin.Tu vas chez certains médecins et ils ne te font pas aller mieux. Je veux que tu sois l'un des médecins qui font vraiment du bien aux gens », se souvient-elle.
Elle commence à travailler à Kampala. Dans un premier temps elle intervient dans un service chirurgical, puis auprès d’enfants. Et ensuite dans un hôpital psychiatrique, l'hôpital psychiatrique national de référence de Butabika, de 2001 à 2012, toujours à Kampala, avec des patients souffrant de troubles mentaux,. Elle reprend également des études supérieures en psychiatrie au Collège des sciences de la santé de l'Université de Makerere, avec un diplôme de maîtrise en 2006.  Elle prépare dès lors un doctorat tout en pratiquant. En 2012, elle obtient un doctorat en épidémiologie psychiatrique de l’université Johns-Hopkins. Elle intervient également comme maître de conférences au département de psychiatrie de la faculté des sciences de la santé de l'université Makerere.
Au sein de l’hôpital de Butabika, elle remarque un grand nombre de patients atteints du VIH/sida, admis avec de graves problèmes mentaux.  « Et à l'époque, personne ne savait comment les aider ou quoi faire avec eux », précisant aussi :  « Il y avait cette idée dans la communauté médicale que ces personnes étaient au delà de toute aide ». Un travail d’observation et d’analyse confirme que les personnes séropositives sont plus susceptibles de se sentir déprimées, en raison de la stigmatisation de leur maladie, s’ajoutant une forte inquiétude sur leur santé et leur devenir. En outre, elles sont moins enclines à prendre soin d'elles-mêmes et à prendre les médicaments nécessaires. Ces constats lui font envisager une approche commune des deux maladies, mais rien ne figurait dans la littérature scientifique qui puisse servir de base à la mise en œuvre d’un tel traitement.
Elle lance alors une recherche spécifique sur un tel traitement. La plupart des centres médicaux manquant d'argent, de formation et de personnel sur les soins de santé mentale, elle est conduite à privilégier une approche qui ne nécessite pas trop de ressources, optant ainsi pour des thérapies de groupe en lieu et place de thérapie individuelle. Elle conçoit les séances de thérapie en consultant des patients sur ce qui serait de nature à motiver leur participation. Pour tester ce programme, elle recrute un groupe de 150 personnes atteintes à la fois du VIH et de dépression. Avec des collègues, elle répartie au hasard les personnes entre la thérapie de groupe qu’elle propose et les séances d'information standard sur le VIH dans une clinique. Avec le temps, les dépressions diminuent, - au moins légèrement, chez tous les patients. Mais la dépression chez ceux qui suivent la thérapie de groupe continue à diminuer plusieurs mois après avoir terminé le programme. Et beaucoup de ceux qui ont suivi une thérapie de groupe restent en contact avec les autres membres de leur groupe, et se lancent quelquefois dans des projets communs. « Nous avons été surpris car nous avions pensé que peut-être les gens ne voudraient pas venir, ou peut-être qu'ils ne voudraient pas être vus ensemble à cause de la stigmatisation » confie-t-elle.
Elle reçoit différents prix pour ses travaux, dont, en 2016, le prix de la fondation Elsevier. En 2014, elle devient directrice de recherche, pour le programme Afrique, de la Fondation Peter C. Alderman. Au fil des ans, ses études sont publiées dans des revues scientifiques internationales telles que The Lancet.
En 2020, elle est mentionnée par la BBC dans la liste annuelle des 100 femmes les plus influentes de l’année.